# Attu (Groenland)
Pour les articles homonymes, voir Attu.
Attu (Agto avant 1973) est un village groenlandais situé dans la municipalité de Qeqertalik près de Kangaatsiaq à l'ouest du Groenland. La population était de 241 habitants en 2009.

## Transport
- Héliport d'Attu